# Herbert York
Herbert Frank York (24 de novembro de 1921 — 19 de maio de 2009) foi um físico nuclear estadunidense.

## Publicações
- Race to Oblivion (Simon & Schuster, 1970)
- Arms Control (Readings from Scientific American (W.H. Freeman, 1973)
- The Advisors: Oppenheimer, Teller and the Superbomb (W.H. Freeman, 1976)
- Autobiography (1978). «Race to Oblivion: A Participant's View of the Arms Race». Simon and Schuster. Consultado em 15 de junho de 2014
- Making Weapons, Talking Peace: A Physicist's Journey from Hiroshima to Geneva (Harper & Row, 1987)
- A Shield in Space? Technology, Politics and the Strategic Defense Initiative (U.C. Press, 1988, with Sanford Lakoff)
- Arms and the Physicist (American Physical Society, 1994)